# 相嘗祭
相嘗祭（あいなめのまつり、あいんべのまつり、あいにえのまつり）は、新嘗祭に先立つ11月の初めての卯の日に行われる神道祭祀である。
古くは、天皇が秋の農作物（稲など）の収穫を祝う神事で、神々と天皇とが供饌しあうことから「相嘗」と称される。史上初めて言及されるのは『日本書紀』の天武天皇5年の新嘗祭の斎忌（悠紀）と次（主基国）の卜定に付属する記述である。 延喜式では畿内の主な神社に幣帛が奉じられたが、国家における祭祀制度が整えられるとともにこの祭は衰退していった。現在でもこの祭典が行われる神社に賀茂別雷神社がある。